# Церковь Успения Пресвятой Богородицы (Тернополь)
Церковь Успения Пресвятой Богородицы (Монастырская церковь) — храм УГКЦ расположен в городе Тернополе. Церковь была построена в 1636 году из дерева, и впервые упомянутая в престольном Евангелии, переданном «церкви Успения в предместье Тернопольская». Монастырь и церковь были разрушены при советской власти (в 1962 году). Сейчас на его месте построена Успенская церковь с колокольней: современные сооружения модернизированы и отличаются от изначальной постройки.

## История
При Успенской церкви был монастырь Ордена 1744 г. В 1836 году деревянный храм разобрали и на его месте возвели каменный храм в стиле ампир с тремя византийскими куполами и колокольней (1837 год) из тёсаного камня: внизу четырёхугольная, вверху восьмигранная, заверш. куполом.
Над дверьми колокольни находились статуи: слева — св. Петра (с Евангелием и ключами), посередине — Иисуса Христа (правая рука поднята, в левой — земной шар), справа — св. Павла с открытым Евангелием и крестом.
На колокольне висел колокол (весом в 20 т.). Возле церкви находилось старинное кладбище, где были похоронены Петр Билинский, Е. Прокопчиць, а после войны здесь заложили братскую могилу погибших в 1944 году в боях за г. Тернополь (после разрушения кладбища (1960-е) прах перенесли на Микулинецкий кладбище).
В 1931 году митрополит Андрей Шептицкий передал церковь Редемптористам во главе с Иосифом где Вохтом, при котором возникло величественное сооружение с 6-ю византийскими куполами и 3-я отдельными входами с широкими лестницами, символизирующие крестный путь (инж. Соневицкий и Фалендиш).
В 1932 году построили новую часовню, где проводили Архиерейские богослужения и которая стала центром водосвячень и посвящений. В 1935 году сюда на богомолье приезжал Николай Чарнецкий. Долгие годы здесь был образ Божией Матери, оправленный в серебряной с позолотой ризе (копия Ченстоховской иконы), который после уничтожения храма хранили в церкви Рождества Христова (, а ныне он возвращен на старое место). До войны здесь так же была богатая библиотека.

## Галерея

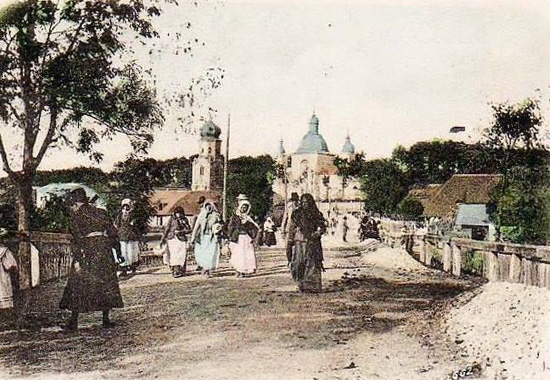
Монастырская церковь, 1902 г.
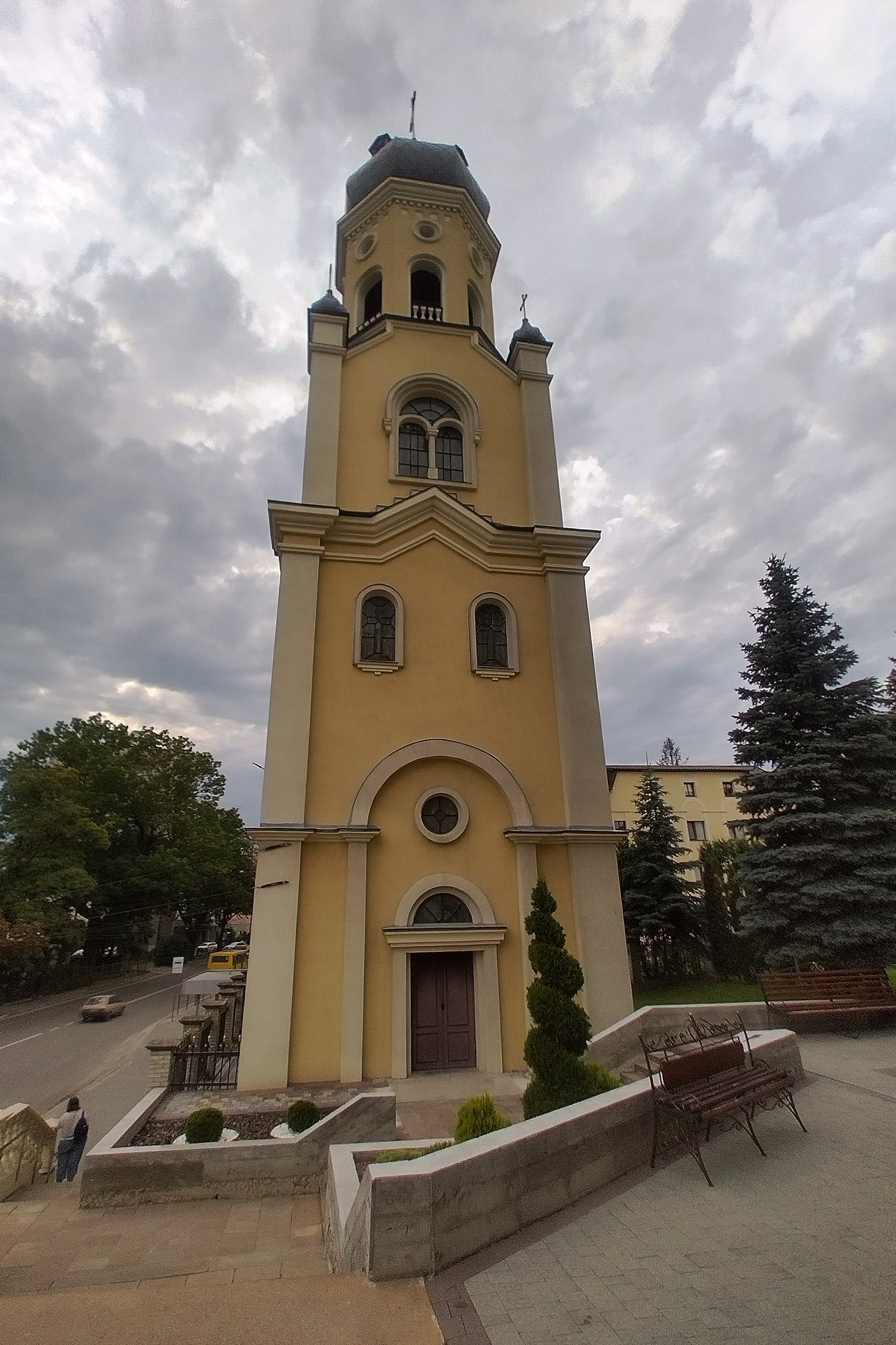
Колокольня
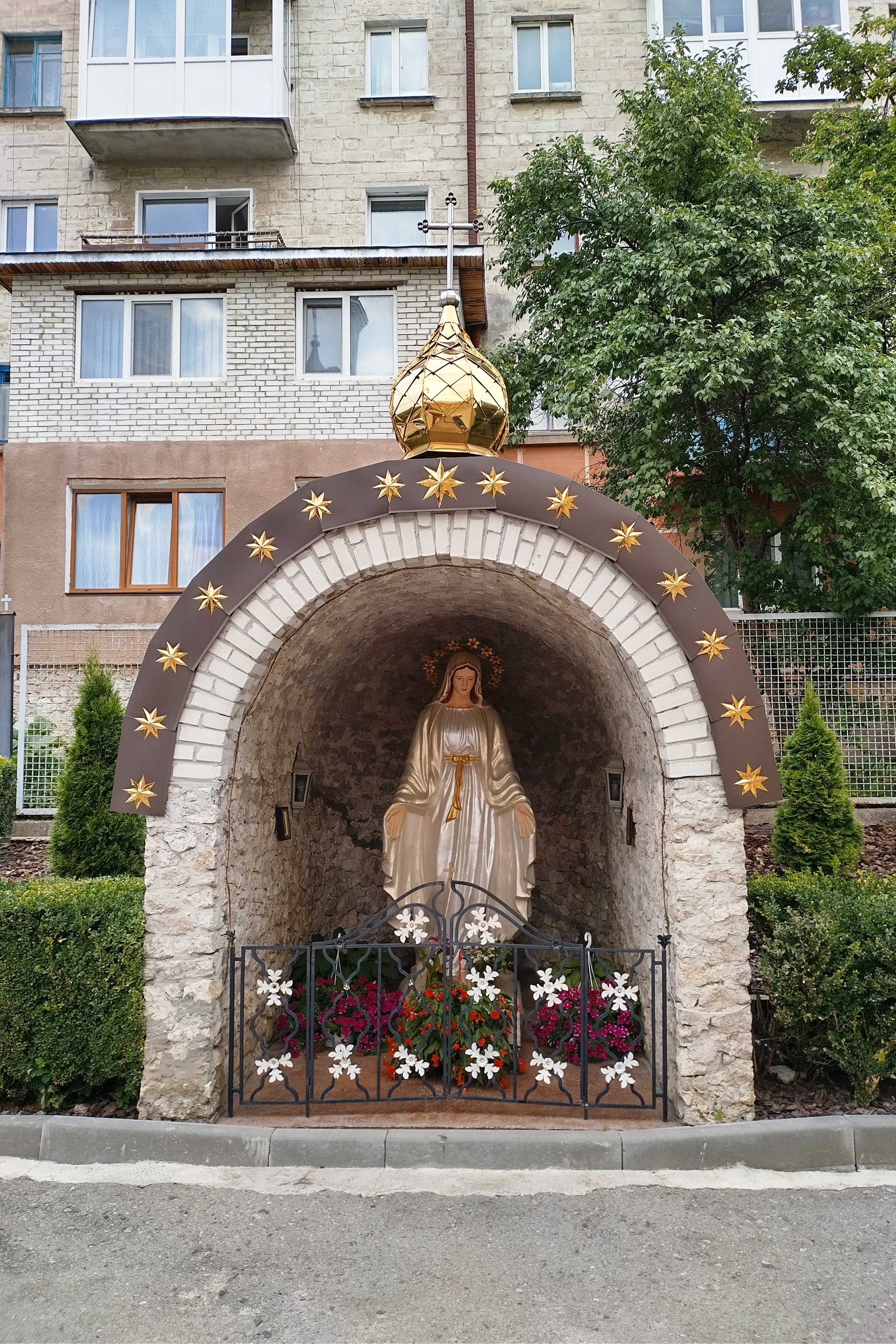
Часовня Девы Марии
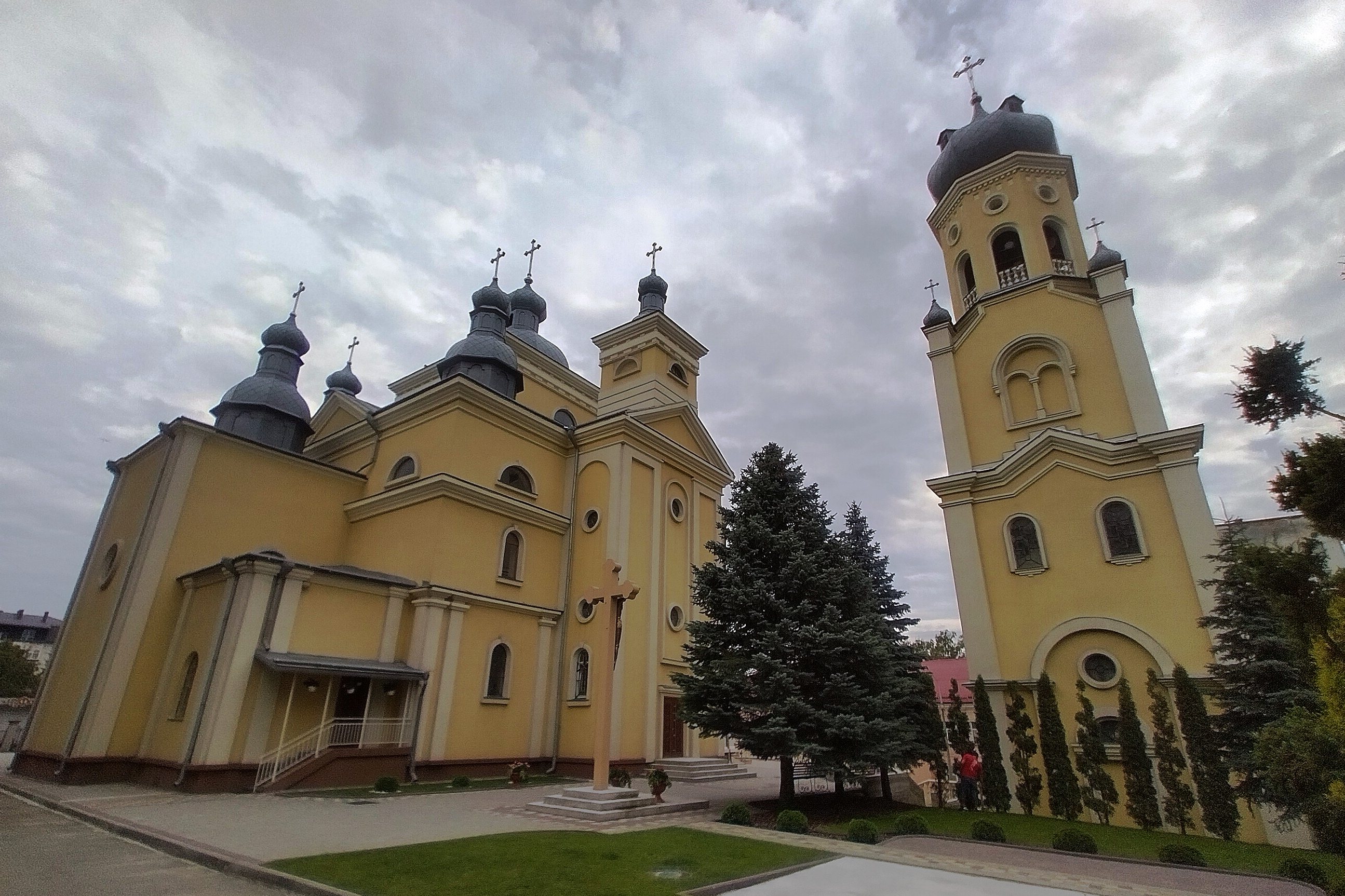
Панорамный вид заднего двора